# Peniasi Dakuwaqa
Pas d'image ? Cliquez ici

a Compétitions nationales et continentales officielles uniquement.

b Matchs officiels uniquement.
Dernière mise à jour le 28 novembre 2024.
Peniasi Dakuwaqa, né le 9 avril 1997, est un joueur international fidjien de rugby à XV qui évolue au poste d'ailier au Stade français Paris.

## Biographie
Peniasi Dakuwaqa commence la pratique du rugby dans le village de Nagado, à Nadi, au nord-ouest de l'île principale de Viti Levu aux Fidji. Durant sa jeunesse, il ne joue jamais le samedi en raison des raisons religieuses prônées par son grand-père, membre de l'Église adventiste. Il joue au niveau amateur au rugby à sept, à IX, à XIII ou à XV entre les Fidji et les îles Cook où il déménage pour rejoindre son épouse. En 2020, Dakuwaqa remporte d'ailleurs la médaille d'or du 100 mètres des îles Cook en 10 s 42. 
À l'automne 2022, il est recruté par le Stade français Paris sur les conseils de Sireli Bobo. Après avoir passé ses premiers mois sur le banc ou en tribunes, il commence par disputer des bouts de matchs, et marque son premier essai le 21 janvier 2023 lors d'un match de Challenge Cup face au Benetton Trévise après une cours de cinquante mètres au cours de laquelle il dépose son vis-à-vis Edoardo Padovani. Dakuwaqa obtient ensuite l'opportunité de se montrer lors de la réception du Montpellier HR, le 25 février 2023 après la blessure de Sione Tui (en) en première mi-temps. Le lendemain de la rencontre, Dakuwaqa signe son contrat professionnel jusqu'en 2026,.
Le 24 février 2024, Dakuwaqa inscrit un essai lors du derby face au Racing 92 après une course de 127 mètres,. Cette réalisation est élue plus bel essai de la saison 2023-2024 de Top 14.
Peniasi Dakuwaqa honore sa première sélection en équipe des Fidji le 5 juillet 2024 lors d'un test match face à la Géorgie, et marque deux essais au cours de la rencontre remportée 21 à 12 par son pays. 
Lors des trois premières journées de la saison 2024-2025, Dakuwaqa est laissé hors groupe et est peu considéré par l'entraîneur Karim Ghezal. Après deux essais face à la Section paloise et face au Montpellier HR, il reprend sa place dans l'équipe titulaire.